# Steilacoom
Steilacoom è un comune degli Stati Uniti d'America, situato nello Stato di Washington, nella Contea di Pierce.